# Liste des aéroports les plus fréquentés en Belgique
Cet article décrit les aéroports belges par ordre décroissant de trafic passagers, de fret et de mouvements.

## Activité passagers

### Classement
Sauf indications contraires, les données de ce tableau sont issues du site du Service public fédéral Mobilité,.
| Rang 2023 | Aéroport                | Code IATA | Évolution 2024/2023 | 2024       | 2023       | 2022       | 2021      | 2020      | 2019       | 2018       | 2017       | 2016       | 2015       | 2014       | 2013       | 2012       |
| --------- | ----------------------- | --------- | ------------------- | ---------- | ---------- | ---------- | --------- | --------- | ---------- | ---------- | ---------- | ---------- | ---------- | ---------- | ---------- | ---------- |
| 1         | Bruxelles-National      | BRU       | 6,35 %              | 23 610 856 | 22 200 755 | 18 930 698 | 9 357 221 | 6 743 395 | 26 360 003 | 25 675 939 | 24 783 911 | 21 818 418 | 23 460 018 | 21 933 190 | 19 133 222 | 18 971 332 |
| 2         | Charleroi Bruxelles-Sud | CRL       | 11,76 %             | 10 504 554 | 9 399 011  | 8 271 138  | 3 758 833 | 2 559 372 | 8 226 572  | 8 033 071  | 7 702 099  | 7 304 800  | 6 957 596  | 6 432 611  | 6 787 597  | 6 517 823  |
| 3         | Ostende-Bruges          | OST       | 8,74 %              | 352 622    | 386 387    | 369 363    | 221 161   | 111 501   | 457 644    | 420 213    | 365 555    | 434 970    | 276 027    | 253 044    | 247 669    | 232 651    |
| 4         | Anvers                  | ANR       | 19.60 %             | 208 845    | 259 764    | 239 517    | 141 955   | 87 078    | 306 330    | 298 403    | 273 130    | 269 617    | 221 138    | 120 026    | 136 980    | 140 370    |
| 5         | Liège                   | LGG       | 3,40 %              | 169 480    | 175 440    | 166 705    | 76 436    | 44 188    | 170 400    | 171 028    | 192 381    | 382 619    | 299 427    | 302 667    | 299 263    | 303 524    |
| 6         | Courtrai-Wevelgem       | KJK       | 3,53 %              | 9 100      | 8 790      | 9 794      | 10 639    | 6 692     | 7 788      | 7 043      | 6 512      | 63 122     | 65 400     | 67 013     | 60 506     | 60 904     |

### Graphique
| Légende : Bruxelles-National / Charleroi Bruxelles-Sud / Liège / Ostende-Bruges / Anvers / Courtrai-Wevelgem |

### Cartographie
Carte des principaux aéroports belges en 2024

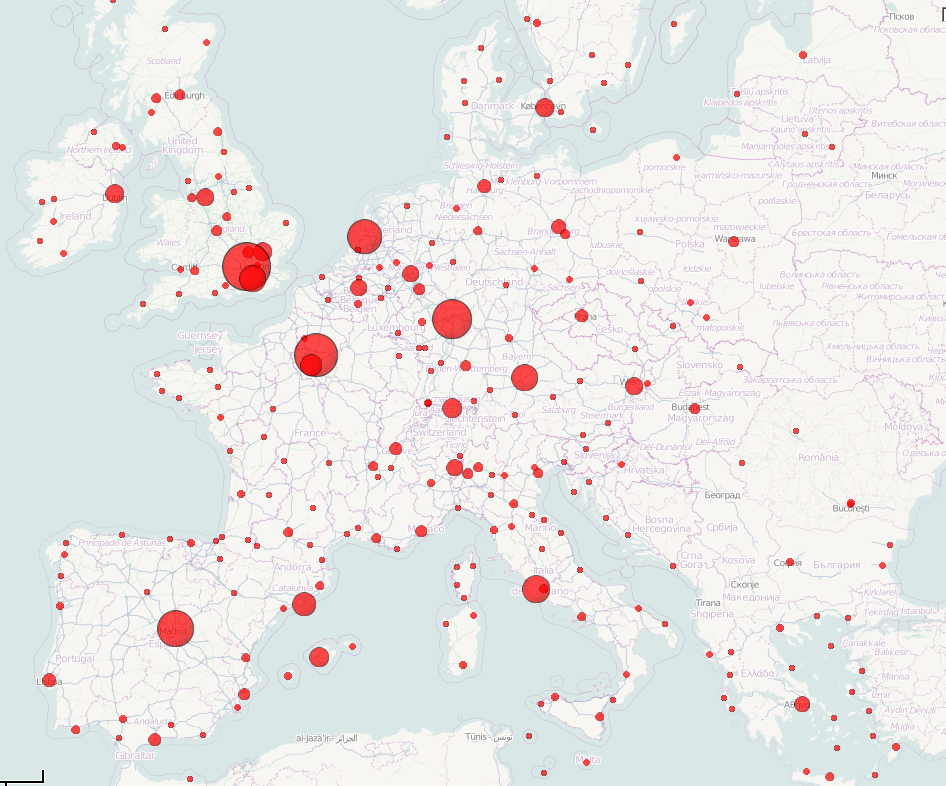
Les aéroports d'Europe de l'Ouest représentés par le nombre de passagers annuel (en 2009).

| Bruxelles-National Charleroi Bruxelles-Sud Liège Ostende-Bruges Anvers Courtrai-Wevelgem Plus de 10 millions Plus de 5 millions Plus de 1 million Plus de 0,5 million Plus de 0,2 million Moins de 0,2 million |

## Activité cargo

### Classement
Sauf indications contraires, les données de ce tableau sont issues du site du Service public fédéral Mobilité,.
| Rang 2022 | Aéroport                | Code IATA | Évolution 2024/2023 | 2024         | 2023         | 2022         | 2021         | 2020         | 2019       | 2018       | 2017       | 2016       | 2015       | 2014       | 2013       | 2012       |
| --------- | ----------------------- | --------- | ------------------- | ------------ | ------------ | ------------ | ------------ | ------------ | ---------- | ---------- | ---------- | ---------- | ---------- | ---------- | ---------- | ---------- |
| 1         | Liège                   | LGG       | 14,82 %             | 1 154 485,00 | 1 005 507,93 | 1 140 060,18 | 1 412 206,18 | 1 113 987,64 | 902 047,40 | 871 595,98 | 716 893,87 | 660 643,27 | 651 001,22 | 590 810,99 | 561 159,74 | 577 225,29 |
| 2         | Bruxelles-National      | BRU       | 5,04 %              | 614 678,00   | 585 202,98   | 621 482,53   | 668 109,38   | 511 613,75   | 500 702,96 | 543 492,01 | 535 634,00 | 494 637,26 | 489 303,40 | 453 953,00 | 429 938,00 | 459 265,00 |
| 3         | Ostende-Bruges          | OST       | 46,14 %             | 18 125,00    | 33 655,00    | 51 190,00    | 62 055,00    | 52 656,00    | 24 754,00  | 27 718,00  | 23 368,00  | 22 223,00  | 16 844,00  | 24 884,00  | 46 487,00  | 53 166,00  |
| 4         | Anvers                  | ANR       | 18,93 %             | 1 819,00     | 2 243,7      | 2 003,90     | 1 141,80     | 613,18       | 2 609,90   | 3 291,54   | 2 202,60   | 2 179,90   | 1 543,70   | 337,80     | 428,53     | 563,30     |
| 5         | Charleroi Bruxelles-Sud | CRL       | 50,53 %             | 142,78       | 94,85        | 383,87       | 474,97       | 425,47       | 388,05     | 1 425,83   | 108,98     | 92,55      | 26,13      | 24,02      | 24,62      | 26,19      |

### Graphique
| Légende : Bruxelles-National / Charleroi Bruxelles-Sud / Liège / Ostende-Bruges / Anvers |

### Cartographie
Carte des principaux aéroports belges en 2024
| Bruxelles-National Charleroi Bruxelles-Sud Liège Ostende-Bruges Anvers Plus de 1 million Plus de 500 000 Plus de 100 000 Plus de 50 000 Plus de 20 000 Moins de 20 000 |

## Nombre de mouvements

### Classement
Sauf indications contraires, les données de ce tableau sont issues du site du Service public fédéral Mobilité,.
| Rang 2022 | Aéroport                | Code IATA | Évolution 2024/2023 | 2024    | 2023    | 2022    | 2021    | 2020   | 2019    | 2018    | 2017    | 2016    | 2015    | 2014    | 2013    | 2012    |
| --------- | ----------------------- | --------- | ------------------- | ------- | ------- | ------- | ------- | ------ | ------- | ------- | ------- | ------- | ------- | ------- | ------- | ------- |
| 1         | Bruxelles-National      | BRU       | 3,31 %              | 198 617 | 192 257 | 178 930 | 118 733 | 95 813 | 234 460 | 235 459 | 237 888 | 223 688 | 239 349 | 231 528 | 216 677 | 223 431 |
| 2         | Charleroi Bruxelles-Sud | CRL       | 4,34 %              | 91 673  | 87 856  | 83 462  | 65 809  | 45 448 | 82 050  | 80 452  | 78 369  | 75 043  | 73 914  | 76 135  | 83 954  | 84 300  |
| 3         | Liège                   | LGG       | 10,28 %             | 37 001  | 33 552  | 37 586  | 45 692  | 40 260 | 39 879  | 38 808  | 37 199  | 37 988  | 41 039  | 42 139  | 41 037  | 45 269  |
| 4         | Anvers                  | ANR       | 11,86 %             | 32 979  | 37 415  | 41 764  | 42 182  | 25 725 | 36 366  | 39 388  | 37 509  | 41 401  | 45 296  | 43 022  | 43 361  | 46 392  |
| 5         | Courtrai-Wevelgem       | KJK       | 2,11 %              | 29 781  | 29 166  | 30 480  | 28 197  | 22 332 | 31 284  | 34 891  | 31 447  | 36 028  | 37 421  | 38 136  | 34 174  | 33 509  |
| 6         | Ostende-Bruges          | OST       | 16,59 %             | 18 303  | 21 943  | 24 596  | 23 872  | 18 745 | 25 461  | 24 374  | 22 700  | 24 183  | 26 412  | 27 378  | 25 674  | 28 689  |

### Graphique
| Légende : Bruxelles-National / Charleroi Bruxelles-Sud / Liège / Ostende-Bruges / Anvers / Courtrai-Wevelgem |